# Monolistra (Pseudomonolistra) hercegoviniensis
Monolistra (Pseudomonolistra) hercegoviniensis is een pissebed uit de familie Sphaeromatidae. De wetenschappelijke naam van de soort is voor het eerst geldig gepubliceerd in 1916 door Absolon.